# Radioligand
Radioligander är ligander som har blivit märkta med radioisotoper för att kunna användas inom medicin till exempel vid PET och SPECT undersökningar med gammakameror. De kallas även för radioaktiva markörer. Dessa ämnen binder lättare till det man vill undersöka, till exempel receptorer, enzym eller protein.
Ett exempel på en radioligand som används vid SPECT-undersökningar är Teknetium-99m, 99mTc. Eftersom den har en väldigt kort halveringstid, 6 timmar, som gör att man hinner undersöka det man skall samtidigt som patienten inte utsätts för onödigt höga radioaktiva doser.